# Magnum opus
Magnum opus (plurale: magna opera; anche opus magnum e opera magna) è un'espressione latina che significa "grande opera". Viene utilizzata soprattutto in riferimento alla più celebre, grande e importante opera di uno scrittore, un artista o un compositore.

## Termini affini
A volte il termine magnum opus è usato per indicare semplicemente una grande opera invece che la grande opera di una certa persona.
Il magnum opus si differenzia dal capolavoro per il fatto che, generalmente, esso è un lavoro su larga scala e viene annoverato tra le migliori opere dell'autore. Un capolavoro può essere piccolo, corto o lieve, comunque di grande valore. Per esempio, molti compositori del XIX secolo passarono gran parte del loro tempo a scrivere opere enormi, ma vengono perlopiù ricordati per composizioni più brevi. Tra tali nomi possiamo riportare Franz Schubert, Robert Schumann, Isaac Albéniz, e Franz Liszt. Esempi similari nella letteratura includono William Wordsworth e John Keats. Per quanto riguarda altri grandi artisti, come Beethoven, Wagner, Michelangelo e Raffaello, i due termini coincidono nel loro lavoro: le loro opere più grandi sono spesso ricordate come le migliori.
Si distingue dall'opera omnia, che è invece l'insieme di tutte le opere di un autore, specie se appositamente raccolte in un unico progetto.